# Julius Perlis
Pour les articles homonymes, voir Perlis (homonymie).
Julius Perlis est un joueur d'échecs autrichien né le 19 janvier 1880 à Białystok dans l'Empire russe  et mort le 11 septembre 1913 dans les Alpes d'Ennstal d'un accident de montagne. Installé à Vienne, il fut un des meilleurs joueurs mondiaux à partir de 1906 et mourut à 33 ans avant d'avoir pu donner toute sa mesure.

## Biographie et carrière
Perklis est né dans une ville polonaise située dans l'Empire russe. Juriste de métier et installé à Vienne, il remporta un tournoi amateur à Vienne en 1901-1902 et finit deuxième du tournoi amateur du club de Vienne en 1903, puis premier en 1904. En 1904-1905, il termina troisième d'un tournoi thématique sur le gambit du roi, derrière Carl Schlechter et Géza Maróczy. En février-mars 1905, il finit 3e-4e du championnat d'Autriche-Hongrie à Vienne, derrière Schlechter et Wolf, puis, en août 1905, il finit 4e-6e du tournoi B de Barmen. 
Perlis fit son entrée dans l'élite mondiale en finissant 9e sur 36 joueurs du tournoi d'Ostende 1906. Dans ce tournoi, organisé pour découvrir des jeunes talents, il finit premier de son groupe lors du premier tour avec 6,5 points sur 9, devançant Marshall, Teichmann, Schlecther, Znosko-Borovsky, Mieses, Salwe, Spielmann et Tchigorine. Perlis finit 7e-8e lors du tournoi de Vienne 1907 (premier mémorial Trebitsch, avec 6,5 points sur 13)  et en 1908 (ex æquo avec Tartakover et 11 points sur 19). En 1909, il termina 7e (avec 9,5 / 18) du très fort tournoi de Saint-Pétersbourg 1909 remporté par Akiba Rubinstein et le champion du monde Emanuel Lasker. L'année suivante, il perdit un match contre Rudolf Spielmann (2 à 3) à Vienne en 1910. En 1909-1910, 1910-1911 et janvier 1912, il finit troisième des deuxième, troisième et quatrième mémoriaux Trebitsch à Vienne. 
En février-mars 1912, Perlis obtint sa meilleure place dans un tournoi international en finissant cinquième du tournoi de Saint-Sébastien remporté par Akiba Rubinstein. En mars 1913, il termina cinquième du tournoi d'hiver du club de Vienne.
Il partit seul dans une ascension dans les Alpes d'Ennstal en septembre 1913 et fut retrouvé mort de froid deux jours plus tard,.